# Vicent Flor
Vicent Flor i Moreno, né à Valence le 21 mai 1971, est un sociologue espagnol, spécialiste de la politique et de la culture au Pays valencien.

## Origines familiales et enfance
Il naît dans une famille conservatrice appartenant à la classe moyenne de la ville de Valence, dans laquelle Las Provincias est le journal de référence et au sein de laquelle il entend fréquemment le discours anticatalaniste, très présent dans cette ville dans les années 1980 à la suite de la « bataille de Valence ». Fort de ces influences et nourri de préoccupations valencianistes, il milite dans l'organisation de jeunesse du parti blavériste Unio Valenciana (UV) à partir de 1986,,.

## Militance politique
En 1990 est créé Futur Valencià (« Futur valencien »), un forum ouvert réunissant des valencianistes de diverses sensibilités, dans la ligne de ce qui est alors connu sous le nom de « troisième voie valencienne », qui attire de nombreux membres des jeunesses d'UV, dont Flor, qui en est alors le secrétaire. Cette évolution du secteur jeunesse du parti vers des positions nationalistes culmine avec la création en 1992 de Joventut Valencianista, dont Vicent Flor est un des fondateurs. Quelques mois plus tard, le 20 novembre 1993, Flor et les autres fondateurs sont expulsés d'UV.
En 1995, Flor rejoint le Parti valencien nationaliste (ca) — né d'une scission d'Unitat del Poble Valencià — qui se désintègre en 2000, une partie de ses membres rejoignant le Bloc Nacionalista Valencià (BNV). Dans cette dernière formation, Flor est membre de l'exécutif national et de 2000 à 2003 également secrétaire comarcal de la ville de Valence. Il se présente pour devenir secrétaire général du BNV au congrès du parti en 2003, et perd contre Enric Morera avec seulement 2 voix de différence.

## Formation académique et intellectuelle
Flor est diplômé en sciences politiques et sociologie ainsi qu'en anthropologie sociale et culturelle à l'UNED. Depuis les années 2000, il enseigne la sociologie à l'université de Valence et est professeur-tuteur à l'UNED,. Il travaille sur la sociologie politique et la sociologie de la culture, particulièrement appliquées à la société valencienne. Il a travaillé comme conservateur au musée valencien des Lumières et de la Modernité (es).

### Thèse et publication deNoves Glòries a Espanya
Il est titulaire d'un doctorat en sociologie délivré par l'université de Valence en 2010, avec une thèse intitulée L'anticatalanisme al País Valencià. Identitat i reproducció social del discurs del "Blaverisme", consacrée au blavérisme, mouvement anticatalaniste valencien apparu à la fin des années 1970, reçue avec la mention cum laude,.
En avril 2011, il publie une étude intitulée Noves glòries a Espanya, anticatalanisme i identitat valenciana, issue de son travail de thèse, qui analyse l'émergence, l'influence sociale et l'évolution du blavérisme,,. Lors d'une présentation de l'ouvrage à la FNAC de Valence le 5 juillet suivant, une trentaine de militants d'extrême droite liés au Grup d'Accio Valencianista (GAV) et à España 2000 font irruption dans la salle de réunion où a lieu l'évènement pour empêcher son déroulement, en jetant chaises, livres et fumigènes sur les assistants, avant d'être finalement expulsés par la police,,,,. Parmi les assaillants figurent José Luis Roberto (es), président d'España 2000, Manolo Latorre du GAV et Juan García Sentandreu, leader du parti Coalicio Valenciana et ancien président du GAV, qui est menotté et arrêté,. L'incident fait grand bruit dans la presse et est relayé par les principaux journaux espagnols,,,,,,,,,.
Ces travaux de Flor constituent un renouveau fondamental sur la question identitaire valencienne, le blavérisme et l'anticatalanisme valenciens ayant souvent été décrits auparavant comme représentant une minorité infime d'activistes néo-fascistes et incultes, les études de Vicent Flor tendant au contraire à montrer que l'anticatalanisme est devenu un élément structurel de la société valencienne — un « régionalisme banal », qui s'appuie sur un régionalisme valencien plus ancien et traditionnel, le llorentinisme professé par Teodor Llorente, plus tard instrumentalisé par le franquisme — et que ses critères se retrouvent largement dans les classes moyennes de la région, particulièrement dans la capitale et sa province, où il est devenu hégémonique depuis des décennies,,,,.
Une seconde édition révisée de Noves glòries a Espanya est publiée en 2022.

### Travaux ultérieurs
En 2013, il dirige la publication de Nació i identitats: pensar el País Valencià, avec la collaboration de Ferran Archilés, Rafael Castelló, Anselm Bodoque et Brauli Montoya, et un prologue de l'anthropologue Joan Francesc Mira.
En juillet 2015, il publie Societat anònima. Els valencians, els diners i la política. Ce livre analyse et critique certains problèmes structurels de la société valencienne — l'invisibilisation de la part médias et des politiciens espagnols, la corruption, un modèle productif centré sur le bâtiment, la pauvreté, le sous-financement, la subordination des locuteurs du valencien, etc., —, et propose des alternatives. Le journaliste Paco Cerdà (es) a décrit cet essai comme un « portrait de la débâcle valencienne. »
Il est directeur académique de la Fondation Nexe de 2011 à 2015.[source secondaire souhaitée]
Depuis décembre 2015, il est directeur de l'Institution Alphonse le Magnanime,, antenne du Conseil supérieur de la recherche scientifique dans la province de Valence.

## Publications
- (ca) Vicent Flor, L'anticatalanisme al País Valencià : Identitat i reproducció social del discurs del "Blaverisme" (Thèse de doctorat en sociologie), Valence, Universitat de València, 2010, 672 p. (ISBN 978-84-370-7648-5, lire en ligne)
- (ca) Vicent Flor, Noves glòries a Espanya : Anticatalanisme i identitat valenciana, Catarroja, Afers, 2011, 1re éd., 379 p. (ISBN 978-84-92542-47-5)
- (ca) Vicent Flor, Societat Anònima : Els valencians, els diners i la política, Catarroja, Afers, 2015 (ISBN 978-84-16260-07-2)
- (ca) Vicent Flor, Nosaltres som el València: futbol, poder i identitats, Afers, 2020 (ISBN 978-84-16260-86-7)[41],[42]
- (ca) Vicent Flor, El carrer de baix, Edicions 62, 2021 — Prix Joanot Martorell de récit (es) (roman)[43],[44]